# Кальварія-Зебжидовська
Кальварія-Зебжидовська (пол. Kalwaria Zebrzydowska) — місто в південній Польщі.
Належить до Вадовицького повіту Малопольського воєводства, Ґміна Кальварія-Зебжидовська.

## Історія

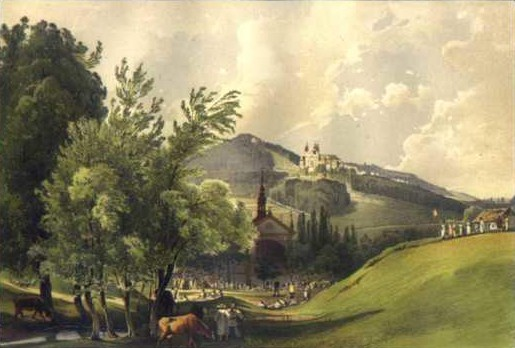
Кальварія. Гравюра Рудольфа Альта (1843)

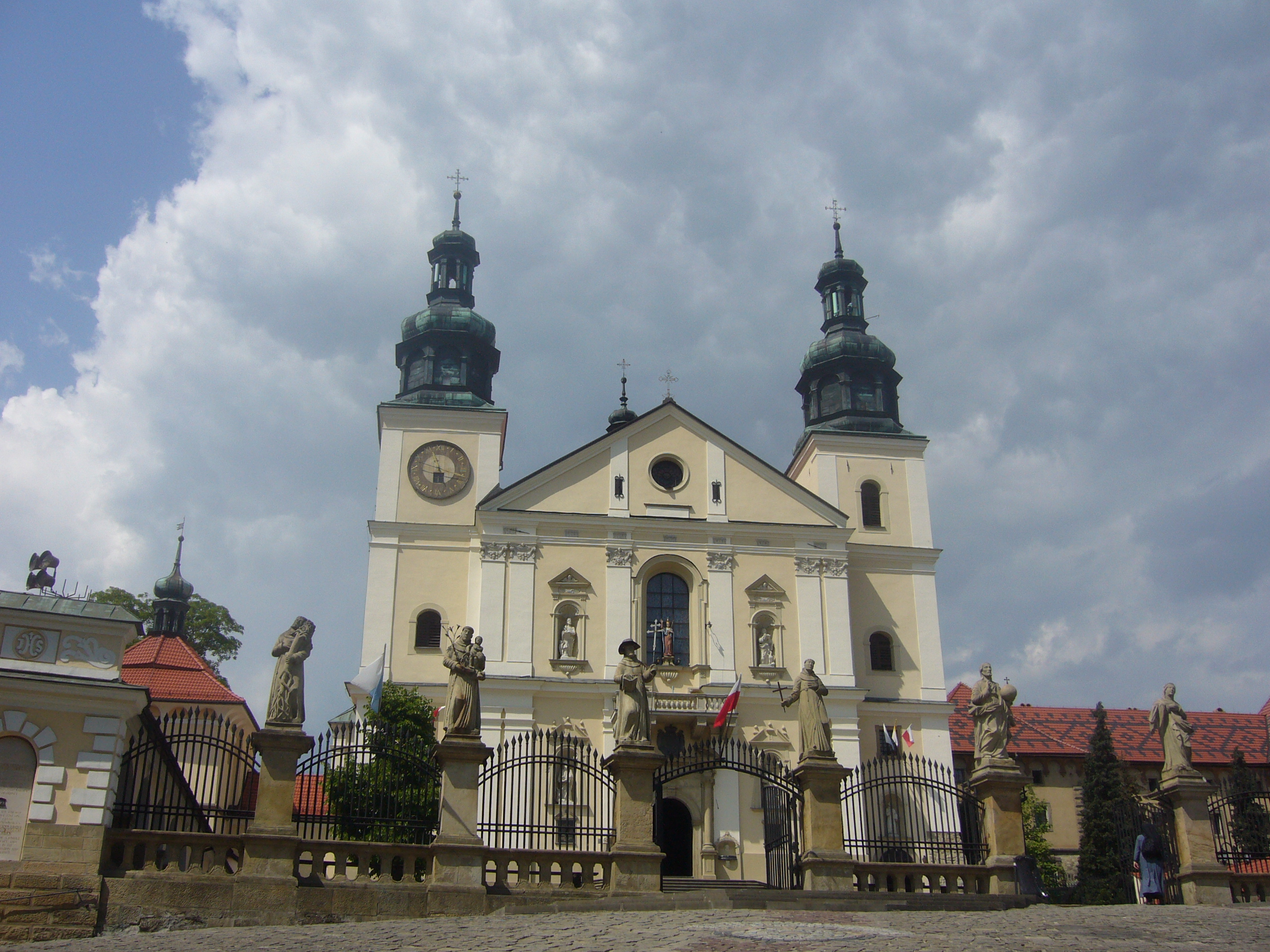
Загальний вигляд базиліки Святої Марії

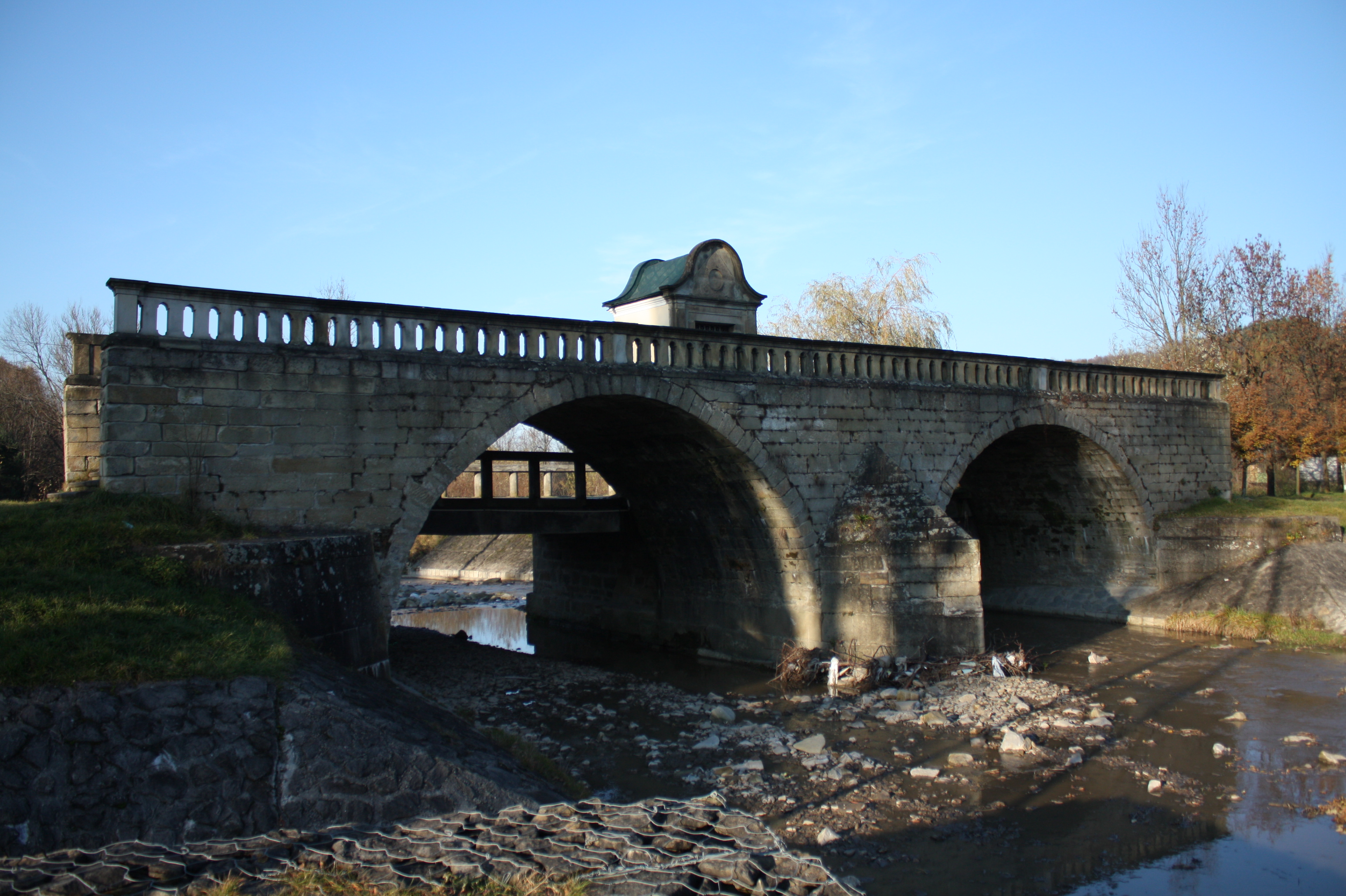
Історичний міст на Цедроні

Історія міста починається з XVII ст., коли краківський воєвода Миколай Зебжидовський у 1602 році профінансував будівництво монастиря Страстей Христових та групи каплиць на пагорбі Зарек за прикладом Кальварії-Єрусалімської. Незабаром, біля підніжжя монастиря, було засноване поселення Зебжидово, яке в 1617 році отримало міські права. 25 липня 1640 року син Миколая Ян Зебжидовський розширив місто змінивши назву на Новий Зебжидов та надавши нові привілеї міста за Магдебурзьким правом, герб династії Зебжидовських (Radwan) та визначив межі міста. Наприкінці XVIII ст. поселення було назване Кальварією зі збереженою назвою Зебжидово. Через кальварський ринок проходив торговий шлях, по якому прямували торговці через Відень і Прагу до Кракова.
У 1772 році після, першого поділу Польщі, Кальварія опинилася під управлінням Габсбурської монархії у  складі королівства Галичини та Володимерії. У 1786-1790 роках у Кальварії була прокладена дорога, що з'єднувала Білу та Львів. Цей шлях значно підвищив розвиток місцевої торгівлі та ремесла. У 1884 р. було відкрито залізничне сполучення поміж Краковом та Сухою-Бескидзькою, а в 1888 р. -- до Бельсько. У 1887 році було засновано Асоціацію ремісників. В цей рік населення складалося з 1500 осіб. У 1890 році  назва Новий Зебжидов було офіційно змінено на Кальварія-Зебжидовська. У 1896 році за рішенням австрійського керівництва місто втратило свої муніципальні права. В цьому році в Кальварії було створено народну столярну школу. 5 жовтня 1897 року 16 перших студентів почали вивчати ремісничі науки. У 1899 році була заснована Парова Меблева Фабрика Щепана Лойка.
На початку XX ст. місто почало розширюватись: почали будуватися цегляні будинки та громадські будівлі такі як аптека боніфратрів, суд, школи та церква Св. Йозефа (1906). У 1914 році відбулася перша меблева виставка, організована крайовим відділом у Львові. По закінчені Першої світової війни Кальварія-Зебжидовська повернулася до складу Польщі, а у 1934 році місту повернулися муніципальні права. У 1939 році Вища духовна семінарія Бернардинів була перенесена зі Львова до Кальварії-Зебжидовської.
4 вересня 1939 року Кальварію зайняли німецькі війська, першим бургомістром було призначено аптекаря Юзефа Кунзе. 26 жовтня місто було вирішено долучити до складу Генерал-губернаторства, та було встановлені кордони уздовж річки Скава, Кальварії-Зебжидовської та Ланцкорони.  22 лютого 1943 р. сили Народної гвардії на чолі з  Юзефа Годула та Францішека Рачинського захопили залізничний вокзал і за допомогою місцевих мешканців знищила кілька німецьких вантажних вагонів і вагон з боєприпасами, які були затоплені. 24-26 січня 1945 р. Кальварія-Зебжидовська та її околиці були звільнені від німецьких військ радянською армією. Пізніше місто повернулося під управління польського уряду. 
У 1970-х роках Кальварія почала досягати піку свого розвитку. У 1976-1998 рр.  Кальварія-Зебжидовська знаходилася у складі Бельського воєводства. 7 червня 1979 року -Папа Іван Павло II вперше відвідав святилища Кальварії. У 1984 році почалося будівництво будівлі вищої семінарії на місці колишнього палацу Чарторийських, яке завершилося в 1993.
З 1 січня 1999 р. гміна Кальварія-Зебжидовська опинилася у складі  Вадовицького повіту Малопольського воєводства. У грудні цього року Кальварське святилище було внесено до списку світовою та культурної спадщини ЮНЕСКО. 19 серпня 2002 р. Іван Павло II вдруге відвідав Кальварське святилище, а 27 травня 2006 його наступник Бенедикт XVI. 16 липня 2011 р. Бенедикт XVI призначив наглядачем святилища краківського єпископа отця Даміана Мускуса.

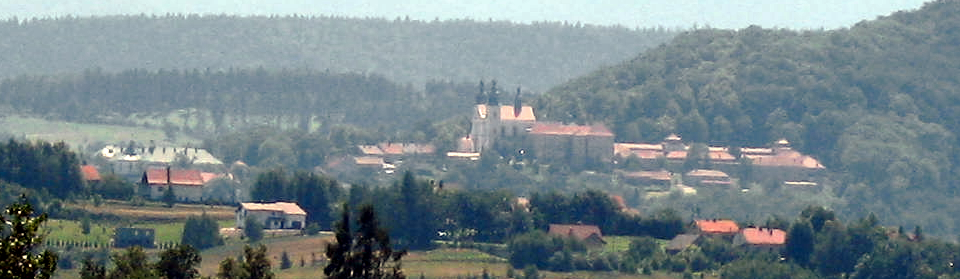
Панорама міста

## Відомі особи
- Раймунд Ярош - народився в 1875 році у місцевості  Кальварія Зебжедовська. З 1911 по 1937 роки керував акціонерною спілкою «Трускавецькі джерела», у володінні якої перебував курорт Трускавець: обраний головою Союзу курортів Польщі.
- Войцех Ожешко — генерал, був похований тут.[10]

## Географія
Через місто протікає річка Цедрон.

## Демографія
Демографічна структура станом на 31 березня 2011 року:
|          | Загалом | Допрацездатний вік | Працездатний вік | Постпрацездатний вік |
| -------- | ------- | ------------------ | ---------------- | -------------------- |
| Чоловіки | 2270    | 446                | 1540             | 284                  |
| Жінки    | 2317    | 417                | 1364             | 536                  |
| Разом    | 4587    | 863                | 2904             | 820                  |